# 石崎晴己
石崎 晴己（いしざき はるみ、1940年10月4日 - 2023年10月22日）は、日本のフランス文学者、翻訳家。青山学院大学名誉教授。
ジャン＝ポール・サルトルを専門とする。ブルデューやエマニュエル・トッドの翻訳書も数多く刊行した。

## 生涯
早稲田大学仏文科卒、同大学院博士課程単位取得満期退学。ナンシー大学博士課程に留学ののち、立正女子大学助教授、青山学院大学文学部教授、同学部長、青山学院大学総合文化政策学部教授、同学部長等を経て、青山学院大学名誉教授。
2023年10月22日、がんのため死去。83歳没。

## 単著
- 『ある少年H - わが「失われた時を求めて」』（吉田書店）、2019
- 『エマニュエル・トッドの冒険』（藤原書店）、2022
- 『続 ある少年H - わが「失楽園」』（吉田書店）、2023

## 編訳著
- 『エマニュエル・トッド 世界像革命』（藤原書店）　2001

## 共編著
- 『サルトル21世紀の思想家 国際シンポジウム記録論集』（澤田直共編、思潮社） 2007.4
- 『21世紀の知識人 フランス、東アジア、そして世界』（立花英裕共編、藤原書店） 2009.12

## 翻訳
- 『伝記アルベール・カミュ』（H・R・ロットマン、大久保敏彦共訳、清水弘文堂） 1982
- 『戦争・教会 他』（セリーヌ、国書刊行会、セリーヌの作品14） 1984
- 『ソ連邦の歴史1 レーニン - 革命と権力』（エレーヌ・カレール・ダンコース、新評論） 1985
- 『知識人の覇権 20世紀フランス文化界とサルトル』（A・ボスケッティ、新評論） 1987
- 『構造と実践 ブルデュー自身によるブルデュー』（ピエール・ブルデュー、新評論） 1988、のち藤原書店 1991
- 『実存主義とは何か』（サルトル、伊吹武彦・海老坂武共訳、人文書院） 1996
- 『ホモ・アカデミクス』（ブルデュー、東松秀雄共訳、藤原書店） 1997
- 『サルトルの世紀』（ベルナール＝アンリ・レヴィ、監訳、藤原書店） 2005
- 『サルトル』（アニー・コーエン=ソラル、白水社・文庫クセジュ） 2006
- 『レーニンとは何だったか』（エレーヌ・カレール・ダンコース、東松秀雄共訳、藤原書店） 2006.6
- 『サルトル伝』（アニー＝コーエン・ソラル、藤原書店） 2015
- 『敗走と捕虜のサルトル』（ジャン＝ポール・サルトル、藤原書店） 2018

### エマニュエル・トッド
- 『新ヨーロッパ大全』1-2（エマニュエル・トッド、東松秀雄共訳、藤原書店） 1992 - 1993
- 『移民の運命 同化か隔離か』（トッド、東松秀雄共訳、藤原書店） 1999
- 『世界像革命 家族人類学の挑戦』（トッド、荻野文隆ほか共訳、藤原書店） 2001
- 『帝国以後 アメリカ・システムの崩壊』（トッド、藤原書店） 2003
- 『文明の接近 「イスラームvs西洋」の虚構』（トッド/ユセフ・クルバージュ、藤原書店） 2008
- 『デモクラシー以後 協調的「保護主義」の提唱』（トッド、藤原書店） 2009
- 『自由貿易は、民主主義を滅ぼす』（トッドほか、編、藤原書店） 2010
- 『アラブ革命はなぜ起きたか デモグラフィーとデモクラシー』（トッド、藤原書店）　2011
- 『最後の転落 ソ連崩壊のシナリオ』（トッド、監訳、中野茂共訳、藤原書店）　2013
- 『不均衡という病』（トッド、藤原書店）　2014
- 『トッド 自身を語る』（トッド、編訳、藤原書店）　2015
- 『家族システムの起原』（トッド、藤原書店）　2016

## 参考
- J-GLOBAL 石崎晴己